# Christoph Dietrich von Bose (1664–1741)
Christoph Dietrich von Bose młodszy (ur. 24 lutego 1664 w Unterfrankleben, zm. 23 listopada 1741 w Lipsku) – królewsko-polski i elektorsko-saski rzeczywisty tajny radca.
Wywodził się ze szlacheckiego rodu von Bose. Jego ojcem był Christoph Dietrich von Bose starszy.
Po odbyciu Grand Touru obecny na dworze książąt saskich z dynastii Wettynów.